# Canto tallado

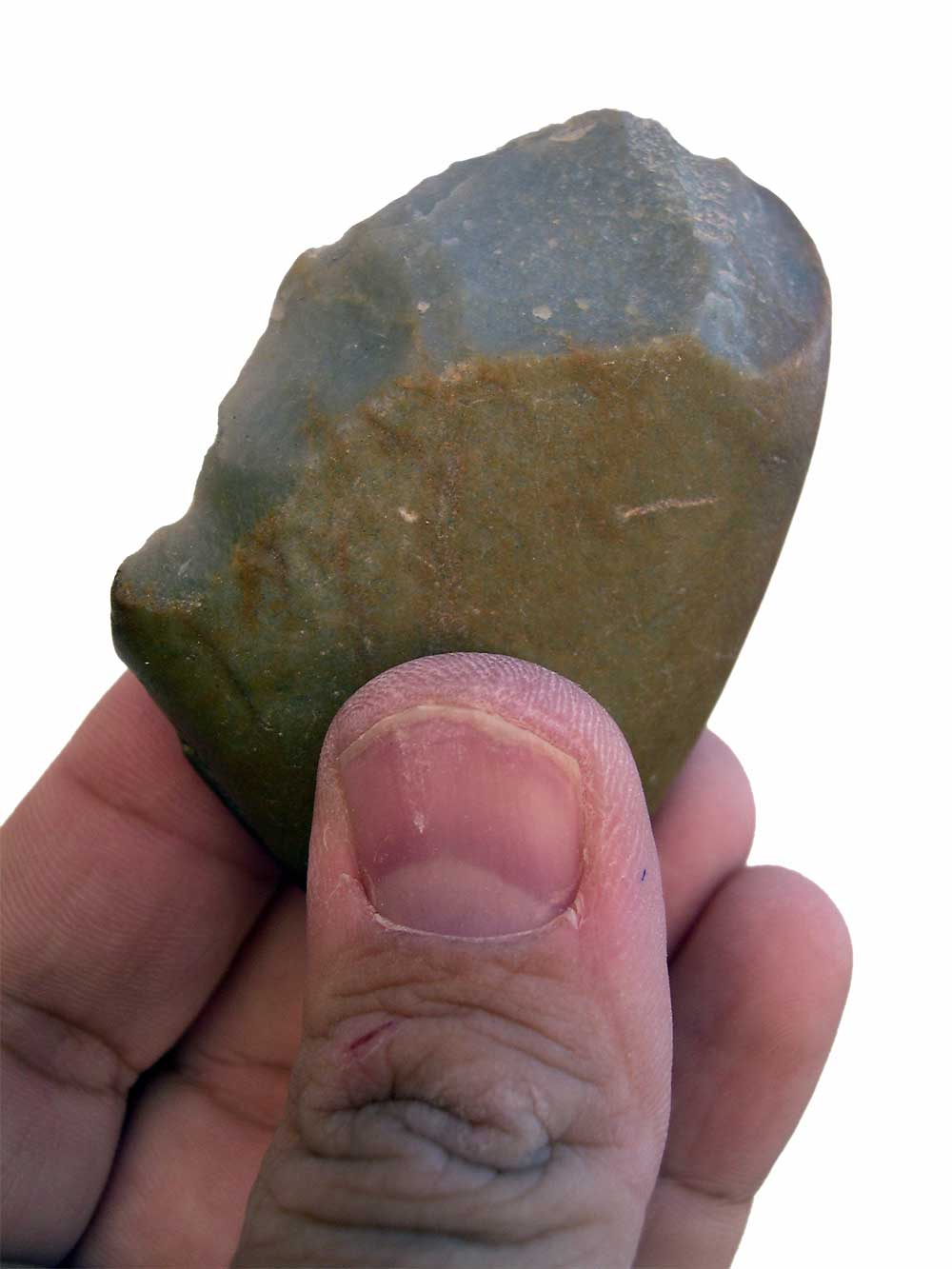
Un pequeño canto tallado.

Un canto tallado es un trozo de roca manejable (un guijarro, un pequeño bloque, una laja o tableta de piedra, una lasca de buen tamaño, etc.) con una talla rudimentaria e incompleta (a menudo dos o tres lascados) que forma una arista cortante y que conserva una buena parte de la superficie natural de soporte, es decir, del córtex. El canto tallado es el artefacto más antiguo que jamás fabricó el ser humano (más de dos millones de años), pero es tan sencillo que ignoramos su verdadera función: es posible que el canto tallado fuese una herramienta, es posible que fuese un núcleo y que el verdadero objetivo de la talla hayan sido las lascas extraídas; y también es posible que ambas opciones se diesen en una misma pieza, sucesiva o simultáneamente, es decir, que fuesen núcleos y que fuesen útiles funcionales. De hecho, en algunos de ellos se han determinado huellas de uso.
Como se menciona en otra entrada, los cantos tallados a menudo son denominados también cantos trabajados. En cualquier caso, son característicos de las culturas más antiguas de la Prehistoria (Olduvayense, Cultura de los cantos tallados, Paleolítico inferior arcaico...; generalmente las que preceden al Achelense). Sin embargo, dadas las características de sencillez y posible multifuncionalidad del tipo, los cantos tallados no faltan en ninguna de las etapas en las que hay industrias líticas desde los albores de la humanidad hasta nuestros días; sin que se aprecien cambios de estilo —salvo, quizá, la aparición de los denominados «cantos tallados tipo cepillo» (rabots), con un frente funcional curvo, muy regularizado y de características tan específicas que resultan inconfundibles—. Es decir, no hay diferencia entre un ejemplar del más antiguo Paleolítico y otro de épocas históricas.
Si se comprende que en millones de años un tipo lítico apenas ha cambiado, será más sencillo asimilar que resulta inútil intentar establecer procesos evolutivos dentro de fases específicas de la Prehistoria, por ejemplo, es imposible saber si los cantos tallados cambiaron a lo largo del Achelense.

## Fabricación y morfología

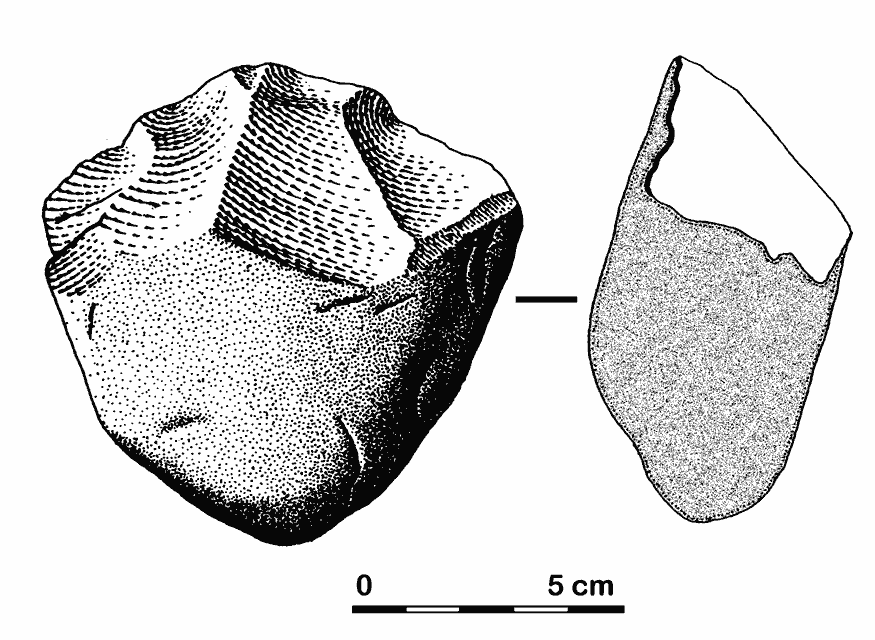
Canto tallado monofacial
Tipo 1.2.

El canto tallado es el artefacto lítico más fácil de fabricar: basta elegir un buen soporte, generalmente una roca dura de fractura concoidea, y darle unos cuantos golpes hasta obtener una arista cortante y un puñado de lascas. A partir de ese inicio básico, las posibilidades pueden ser diversas, pero siempre dentro de las limitaciones intrínsecas del tipo lítico, es decir, que la talla sea somera y rudimentaria. De sobrepasarse tales límites, estaríamos elaborando artefactos más sofisticados. En realidad, la mayor parte de los artefactos de cierto tamaño y de los núcleos del Paleolítico han surgido a partir del refinamiento de la talla y la morfología de un simple canto tallado, de modo que no es aventurado decir que éste es el prototipo de bifaces y otras piezas bifaciales, perforadores y picos triédricos, núcleos desorganizados, denticulados y una amplia gama de utensilios de piedra. De hecho, hay casos en los que es muy difícil establecer el umbral entre el canto tallado y un útil más elaborado (un bifaz parcialmente trabajado, por ejemplo), pues sus diferencias llegan a ser muy sutiles.

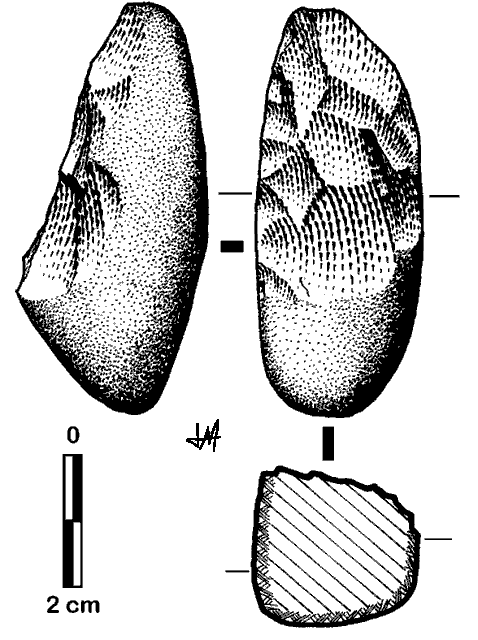
Canto tallado monofacial
Tipo 1.3.

En todo caso, la talla de un canto tallado puede tener lascados en una sola de sus dos caras principales, en cuyo caso hablaremos de cantos tallados monofaciales; también es posible que tengan lascados en las dos caras, clasificándose como cantos tallados bifaciales. El factor monofacial o bifacial de un canto sólo sirve para estudiar su elaboración, pero carece de indicadores cronológicos (es decir, no hay constancia científica de que la talla monofacial precediese a la bifacial). Hay un tercer grupo, especial, que tiene talla en tres o más caras. Este tipo de piezas entraría en la clasificación de poliedros, los cuales merecen, por su diversidad, una entrada aparte.
Al ser los cantos tallados artefactos tan sencillos, su morfología está poderosamente determinada por el soporte en el que han sido elaborados. Sin embargo, los especialistas estudian su situación respecto al eje morfológico de la pieza (terminal, lateral, oblicua, doble...), su delineación (convexa, sinuosa, subrectilínea, cóncava...), la proporción tallada y la que conserva el córtex natural, y la forma del filo (simple, apuntada, doble...).
Han existido numerosos intentos de clasificación de los cantos tallados. Un intento muy provechoso por el cambio de paradigma vino de Pierre Biberson en 1967, pero el más sencillo y manejable de los procedimientos es el de la investigadora francesa L. Ramendo, que divide los cantos tallados en tres grandes familias: los monofaciales, los bifaciales y los polifaciales, que en esta entrada no se tratan (también habla de cantos hendidos, que, dado que reciben una técnica de elaboración diferente a la talla, no hemos mencionado):

### Cantos tallados monofaciales
Son, lógicamente, cantos tallados con talla monofacial, es decir, en una sola de sus caras. Habría cuatro tipos:
- Tipo 1.1: Cantos tallados monofaciales con un solo golpe o lascado
- Tipo 1.2: Cantos tallados con dos o más golpes que crean lascados adyacentes
  - Tipo 1.2 bis: Es una variante del anterior con el filo apuntado
  - Tipo 1.4: Aunque marcado inicialmente como tipo independiente (de ahí su notación sencilla), es una variante con el filo cóncavo
- Tipo 1.3: Cantos tallados con numerosos lascados realizados en varias fases, de modo que se solapan unos en otros, dejando, a menudo, resaltes de forma escamosa y escaleriforme

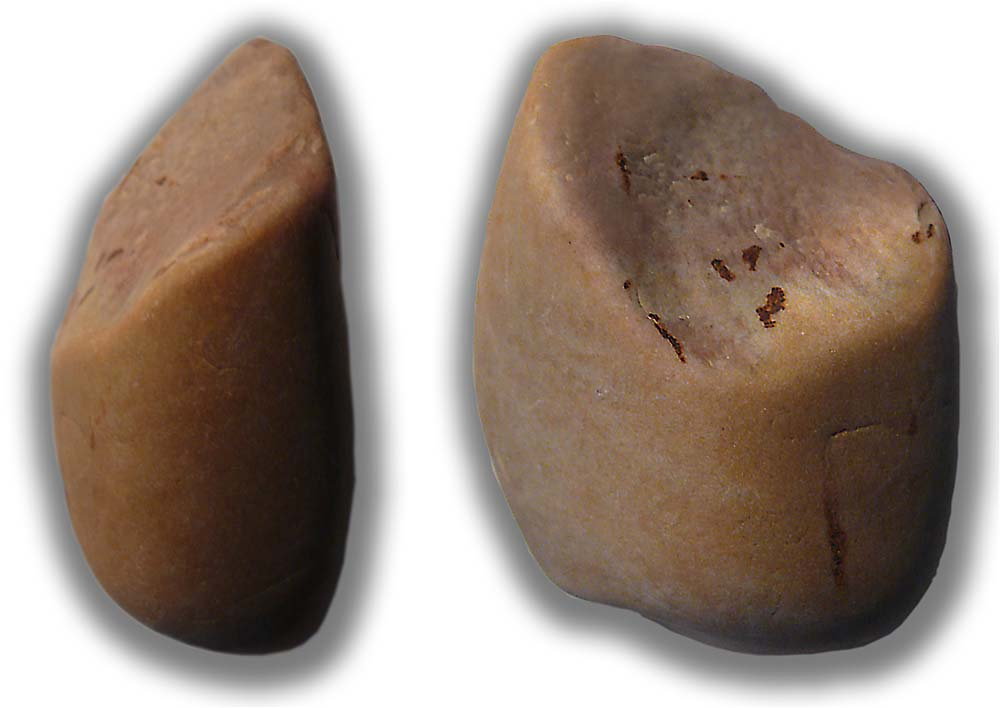
Canto tallado monofacial Tipo 1.1
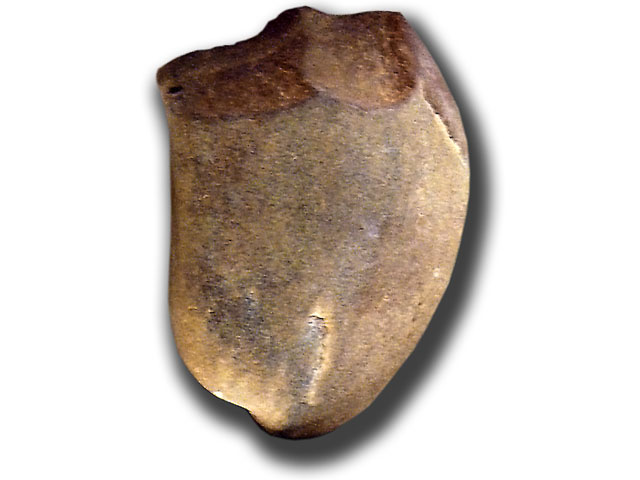
Canto tallado monofacial Tipo 1.2
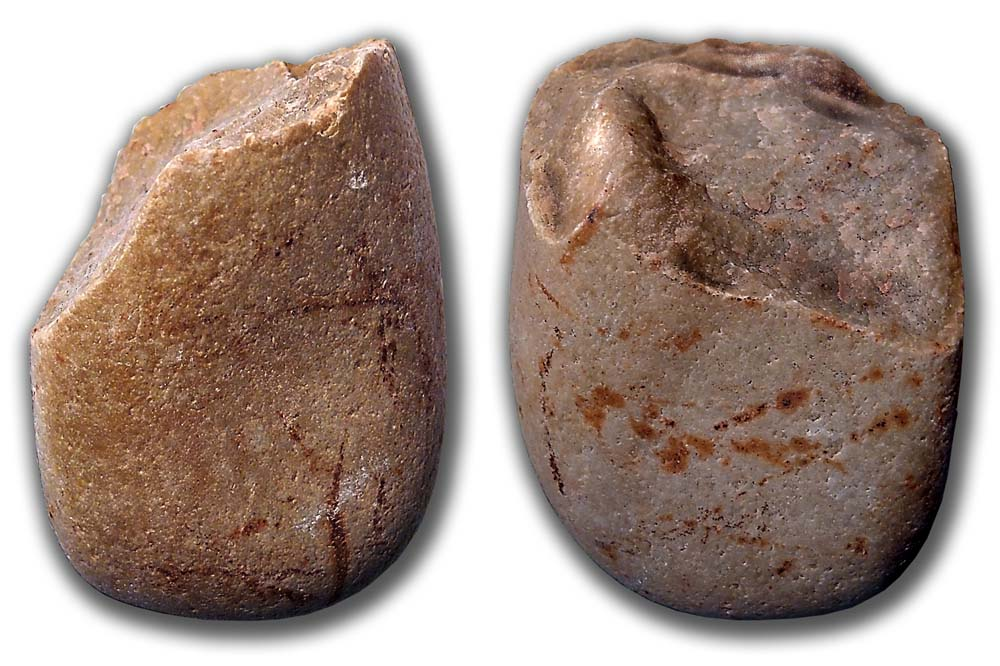
Canto tallado monofacial Tipo 1.3
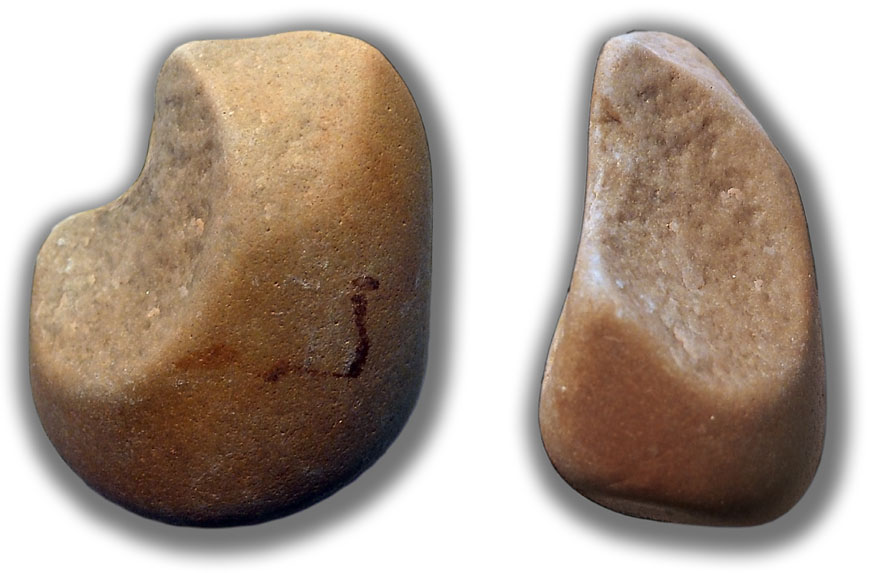
Canto tallado monofacial Tipo 1.4

### Cantos tallados bifaciales
Se trata de cantos tallados con talla en dos de sus caras, es decir, con percusiones bifaciales. Ramendo diferencia los siguientes tipos:
- Tipo 2.1: es un canto tallado con levantamientos alternos, uno en cada cara, pero que apenas se tocan, por lo que podría ser una variante intermedia entre el mono y el bifacial
- Tipo 2.2: es un canto tallado bifacial con dos levantamientos, uno en cada cara, pero que sí se relacionan; de hecho uno sirve de plataforma de percusión para el otro
- Tipo 2.3: es un canto tallado bifacial en el que se ha realizado un gran lascado en una de sus caras que ha servido como plataforma de percusión para obtener dos o más lascados en la cara opuesta
- Tipo 2.4: es un canto tallado bifacial en el que primero se han hecho varios lascados en una cara que han servido como plano de percusión para un solo gran lascado en la cara opuesta
- Tipo 2.5: es un canto tallado bifacial en el que primero se han hecho varios lascados en una cara que han servido como plano de percusión para varios lascados en la cara opuesta
- Tipo 2.6: es un canto tallado bifacial en el que se han efectuado levantamientos en ambas caras alternativamente

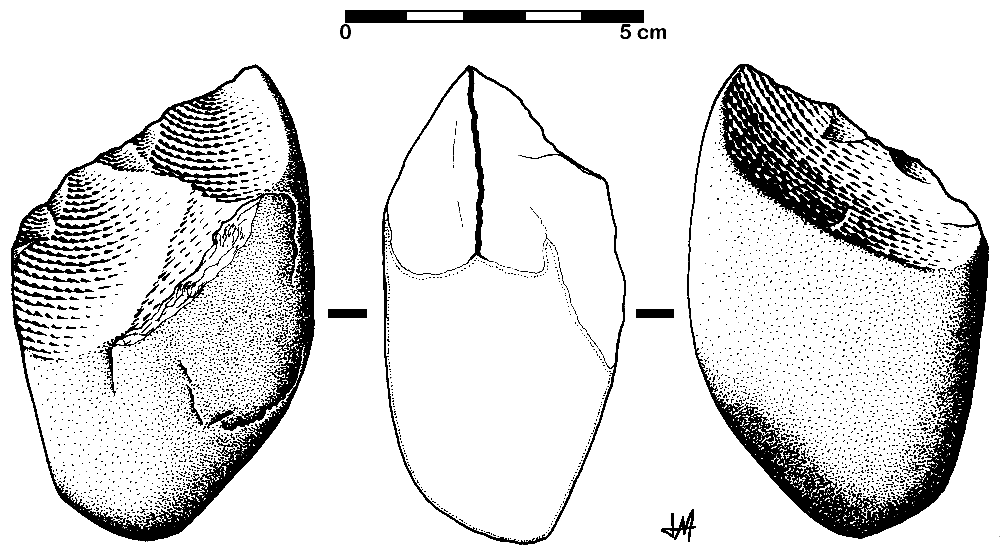
Canto tallado bifacial Ttipo 2.3
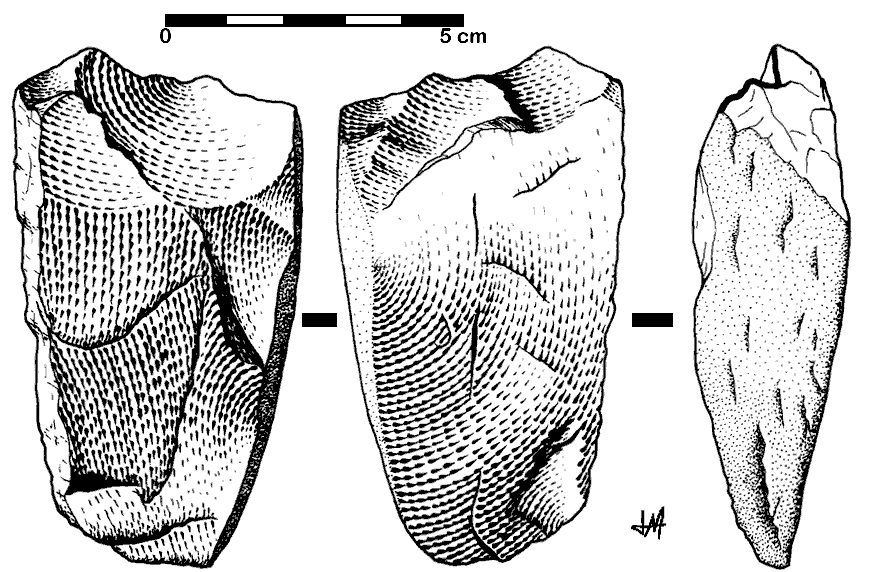
Canto tallado bifacial sobre lasca, Tipo 2.4
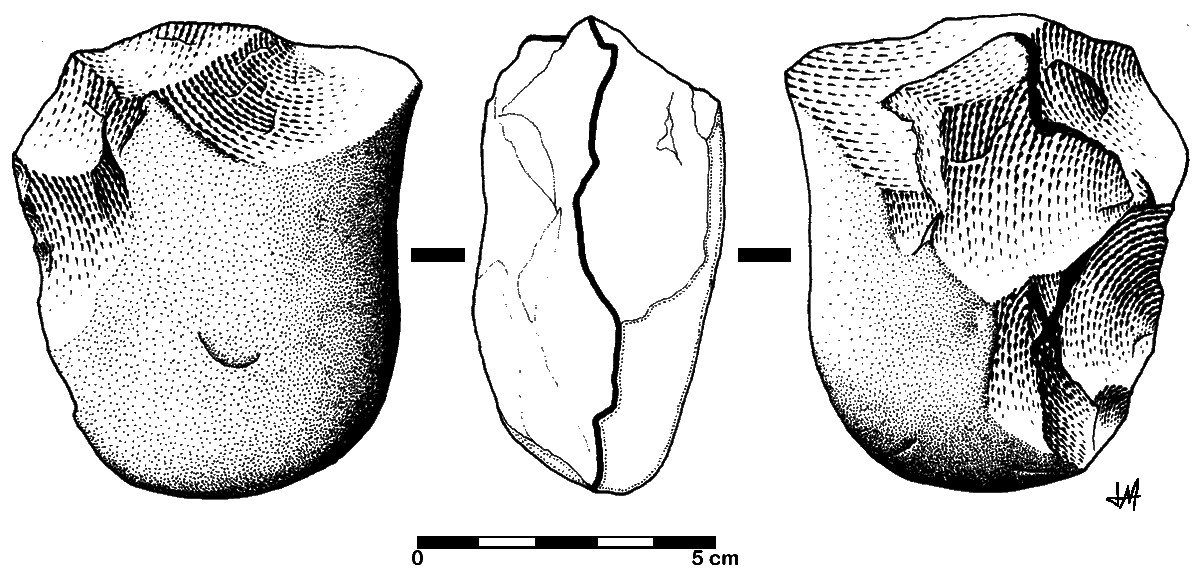
Canto tallado bifacial Tipo 2.6

Ramendo no da ningún valor cronológico o evolutivo a sus tipos, que son meramente descriptivos y empíricos, esto es, puramente taxonómicos, pero, al estar basados esencialmente en el orden de los gestos del artesano tallista, pueden ofrecer una valiosa información sobre las maneras de elaborar los cantos tallados.
Por su parte, Hélène Roche ha manifestado en numerosas charlas su rechazo a hacer clasificaciones tipológicas rígidas de artefactos tan someros, especialmente de los más antiguos:

«Je me suis souvent posée la question de saboir si c'etait absolument indispensable, opportun, de créer des typologies et de classer ces industries alors que leur approche technologique en est encore au stade initial»
(Me he planteado a menudo la cuestión de saber si sería indispensable, oportuno, crear tipologías y clasificar estas industrias, dado que su nivel tecnológico se sitúa aún en un estadio inicial)
Prehistoire et technologie lithique, página 11.

Además, cómo estar seguros de aplicar una tipología creada en yacimientos de millones de años de antigüedad, para artefactos que pueden ser muchísimo más jóvenes, y por tanto su contexto funcional, cultural, económico, social, antropológico, etc. puede haber variado radicalmente.
La mencionada investigadora, Hélène Roche, propone la alternativa de estudiar los gestos (no los resultados) a través de lo que denomina «esquemas de talla» (que, simplificándolos, podrían ser los siguientes: Talla no ordenada, Talla alternante y Talla lineal ordenada). Un canto tallado no se caracteriza por la estandarización de los gestos, más bien responde a una talla improvisada que se adapta a las necesidades de la pieza, cambiando de estrategia sobre la marcha. Al principio, en los cantos tallados más someros, la talla suele ser lineal ordenada o alternante, ya que con dos o tres lascados es fácil comprender el orden que se ha llevado. Sin embargo, a medida que el número de levantamientos aumenta, el orden se pierde, apareciendo la talla no ordenada. Por su parte, la talla alternante suele darse en cantos tallados bifaciales más sofisticados, dentro de lo que cabe, pues es apta para eliminar irregularidades desde ambas caras. De lo que se deduce que la propuesta de Roche serviría para poner de manifiesto la complejidad de la cadena operativa de una serie de ejemplares.

## Cronología

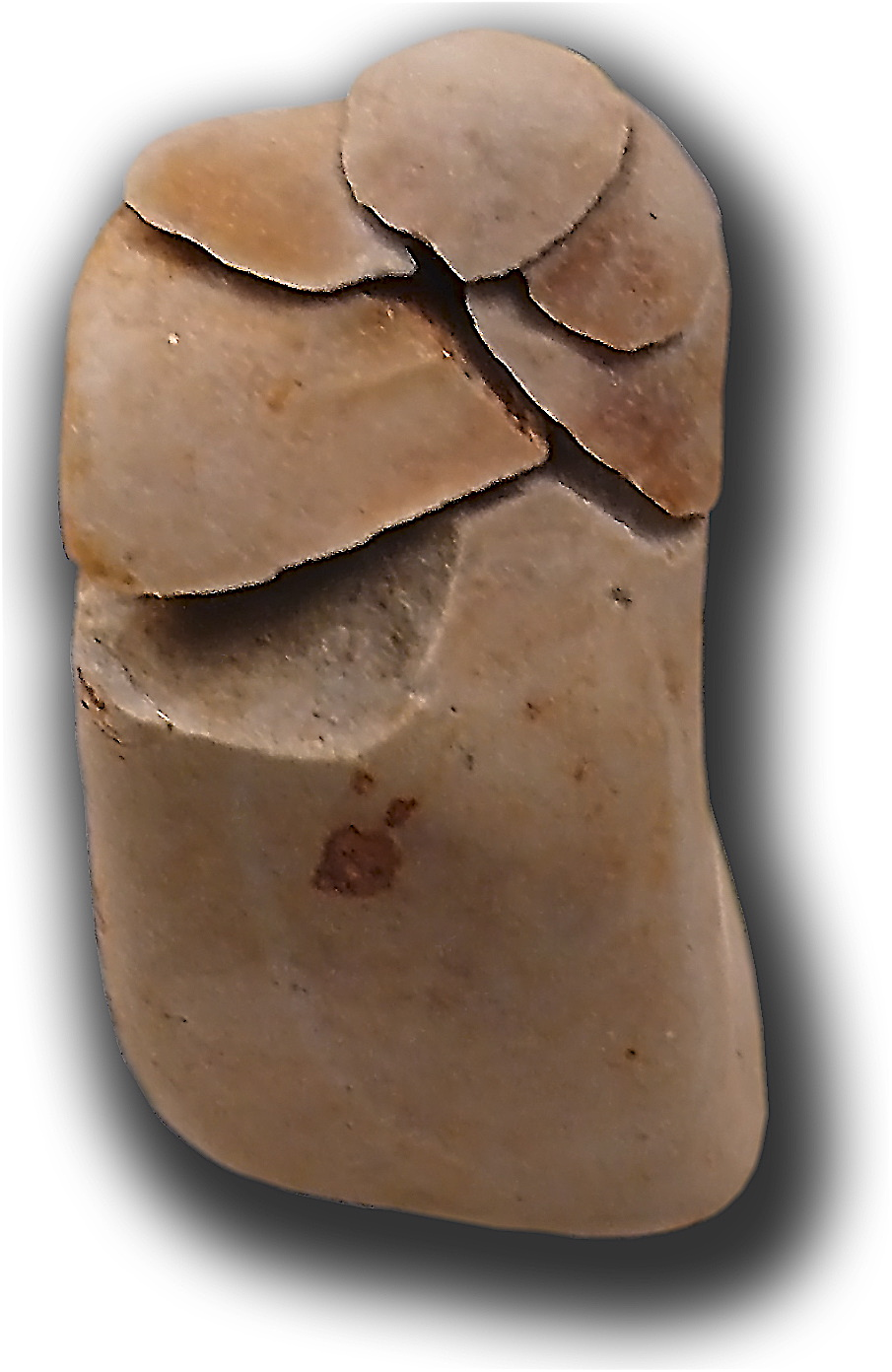
Remontaje de un canto tallado del yacimiento achelense de Áridos, en Arganda (Madrid). Se aprecia que los cantos fueron reiteradamente explotados, lo que induce a sospechar que no era la pieza nuclear su único objetivo, también las lascas, con sus filos cortantes, se aprovechaban como utensilios.

La amplitud cronológica del canto tallado (y de la lasca, lógicamente) abarca desde la aparición de los primeros humanos, hace más de dos millones y medio de años, hasta hace unas pocas décadas; es decir, la mayor de todos los utensilios líticos tallados. En efecto, en el gran Valle del Rift africano se han encontrado cantos tallados tan antiguos como la propia humanidad: en Etiopía, en la región del Afar, Hélène Roche descubrió pequeños cantos tallados sobre bloque en un lecho fluvial de río Kada-Gona, que, al estar sellado por una capa volcánica, pudo ser datado por medio del Potasio-Argón, entre 2,9 y 2,4 millones de años de antigüedad. Estos no son restos aislados, la misma investigadora hizo descubrimientos parecidos, de la misma antigüedad, en el arroyo del Kada-Hadar, uno de ellos con claras huellas de uso. Los Chavaillon también hallaron pruebas de la extremada ancianidad del canto tallado, al exhumar una pieza en el valle del río Omo, tributario del lago Turkana, con 2,3 millones de años de antigüedad.
Los cantos tallados se han convertido, por decirlo de un modo científicamente desfasado pero muy ilustrativo, en el fósil director de las industrias líticas más antiguas conocidas. Por un lado, las que preceden al Achelense en África, Europa y toda la cuenca mediterránea, en general (ha recibido muchos nombres: Olduvayense, Pebble Culture, Pre-Achelense, Paleolítico Inferior Arcaico, Cultura de los Cantos tallados). Las industrias con bifaces tienen su límite siguiendo, a través del Próximo y Medio Oriente, con los glaciares como frontera norte, hasta el mar de Aral, siguiendo hacia el este por el Pamir y el Himalaya, hasta la desembocadura del Ganges. Más allá, los cantos tallados son piezas principales en industrias del Paleolítico Inferior que nunca tuvieron bifaces, cuyos utensilios se basaban, además, en las lascas, es decir, las de China, Indochina, etc. Por otro lado, siguen apareciendo en el Paleolítico Medio y Superior y no son escasos en las industrias líticas americanas del inicio del periodo Lítico, a veces, denominado Protolítico.
Los cantos tallados aparecen también, por ejemplo, en el megalitismo atlántico, y no de un modo marginal, al menos aparentemente y Pierre Biberson, un prehistoriador francés, pudo constatar que los mariscadores marroquíes de Tarfaya los seguían empleando a finales del siglo XX para abrir conchas de mejillón. Teniendo en cuenta que los cantos tallados siguen siendo artefactos oportunistas de muchos pueblos primitivos o preindustriales, hay que reconocer que su longevidad como tipo lítico sobrepasa a la de cualquier otro, si exceptuamos las propias lascas que resultan de su talla. Asimismo, vemos que, geográficamente, ocupa todo el globo, sin excepción, ya que el canto tallado ha acompañado al ser humano a lo largo de toda su historia y su geografía.

## Utilización
¿Cuál puede ser la explicación de esta inusitada persistencia de un tipo lítico tan simple y tan poco efectivo? Muy sencillo, el canto tallado es tremendamente fácil de fabricar y no tiene ninguna especialización, ni técnica, ni morfológica, ni funcional; es, por así decirlo, un material embrionario que todavía mantiene todas sus posibilidades, ya que aún no ha optado por ninguna en concreto. Cualquiera puede obtener, si hay materia prima a mano (y si no, cuesta poco llevar un par en la bolsa), un filo, una punta, un mazo, etc. El canto tallado puede ser, además, el soporte para extraer las lascas necesarias para otro tipo de labores. Lo cierto es que, desde el punto de vista genérico, ignoramos la función concreta de los cantos tallados. De hecho, es posible que no tuviesen ninguna función en especial (¿fueron útiles, fueron núcleos, fueron ambas cosas sucesiva o simultáneamente?): unas veces servirían para cavar, otras para cortar, otras para raspar, otras para perforar (o sea, para labores pesadas en general). Y si se necesitaban labores más sutiles y ligeras, se convertían en núcleos para extraer lascas que, en bruto o adecuadamente retocadas, podrían cumplir una amplísima gama de operaciones. Su filo puede ser puntiagudo, convexo, puede tener muescas o puede ser cóncavo. También pueden ser buenos percutores, mazos o morteros para machacar materiales comestibles, desde huesos para extraer la médula, hasta grano.
Los cantos tallados son, por otro lado, muy fáciles de reafilar, si se desgastan; incluso, si la materia es abundante, ni siquiera merece la pena, pues basta con tomar otro guijarro y tallarlo en unos segundos. Por otra parte, si un canto tallado es elaborado por encima de lo normal, según el objetivo de esa elaboración más refinada, acabará por convertirse en artefacto más específico. Así, una talla bifacial periférica para obtener lascas, acabará indefectiblemente en el surgimiento de un núcleo discoide; si, en cambio, se pretende dar al canto tallado un filo más efectivo, seguro que obtendremos un bifaz, y si lo que se potencia es un ápice poligonal y muy agudo, tendremos un pico triédrico.